# Zé, Mizé, Camarada André
Zé, Mizé, Camarada André é um romance escrito por Sérgio Guimarães e editado em 2007 pela Editora Record.
Zé, Mizé, é o primeiro romance de Sérgio e com este livro, ganhou o Prêmio Sesc de Literatura de 2007, além de ser finalista do Prêmio São Paulo de Literatura de 2009, na categoria Melhor Livro do Ano - Autor Estreante e do Prêmio Portugal Telecom 2008.
A história se passa em meio a revolução angolana, com diálogos entre Mizé, uma angolana, e Zé, um jornalista estrangeiro.